# Ni Hao, Kai-Lan
Ni Hao, Kai-Lan è una serie animata statunitense prodotta da Harringtoons Productions e Nickelodeon Animation Studios. Il cartone, che ha subito un'influenza dagli anime, iniziò come una serie di tre cortometraggi interstiziali chiamati Downward Doghouse e mandati in onda su Nick Jr.. Il primo episodio era originariamente previsto per la messa in onda nell'autunno 2007 nel blocco Nick Jr. di Nickelodeon, ma venne posticipato al 7 febbraio 2008, in coincidenza con il primo giorno del capodanno cinese. Il cartone si è poi concluso il 21 agosto 2011 per un totale di quarantadue episodi ripartite in tre stagioni.
In Italia la serie è stata trasmessa dal 31 luglio 2009 al 6 agosto 2012 su Nick Jr.
Ni Hao, Kai-Lan si basa sui ricordi d'infanzia della creatrice della serie, Karen Chau, cresciuta in una famiglia biculturale (cino-americana). 你好S, nǐ hǎoP significa "Ciao" in mandarino mentre 凯兰S, KǎilánP è il nome cinese che è stato dato a Chau all'anagrafe, che è stato anglicizzato in Karen.

## Trama
La serie segue le avventure di Kai-Lan e del suoi amici animali antropomorfi parlanti. Il gruppo è composto da Kai-Lan, una bambina cinese-americana di quattro anni; Rintoo, una tigre gialla; Tolee, un koala grigio; Lulu, un rinoceronte rosa chiaro; e Hoho, una scimmia bianca piccola e nervosa. Ogni episodio è basato su una serie di eventi che si verificano durante la giornata di Kai-Lan, insieme agli ostacoli che lei e i suoi amici sono costretti a superare (con "l'assistenza" del pubblico), i quali saranno indovinelli, giochi di vario tipo e lavoro di squadra. Le situazioni comuni vedono Kai-Lan affrontare i capricci dei suoi amici Rintoo, Lulu, Tolee o Hoho quando si comportano male. Per aiutare quest'ultimi, Kai-Lan mostra loro e al pubblico il motivo per cui si ritrovano in una situazione difficile. Nella maggior parte dei casi, una volta che gli animali comprendono che le loro azioni sono sbagliate, si scusano e promettono di collaborare per far risolvere il problema comune. Spesso al pubblico vengono presentati due brani musicali in cui Kai-Lan canta ciò che deve essere fatto per superare le sue sfide insieme ai suoi amici. L'episodio si conclude sempre con Kai-Lan che aiuta gli altri ad andare d'accordo. Nel finale della prima stagione, viene affermato che le vicende si svolgono in California.
Altri aspetti generalmente presenti negli episodi sono la rottura della quarta parete, undici minuti di interattività, una parola specifica che viene ripetuta più volte e alcune parole del vocabolario cinese mandarino. La protagonista introduce i suoi spettatori alla lingua cinese, spiegando talvolta tradizioni, usi e costumi.

## Doppiaggio
| Nome del personaggio | Doppiatore originale | Doppiatore italiano |
| -------------------- | -------------------- | ------------------- |
| Kai-Lan Chow         | Jade-Lianna Peters   | Agnese Marteddu     |
| Ye Ye                | Clem Cheung          | Diego Sabre         |
| Rintoo               | Jack Samson          | Patrizia Scianca    |
| Tolee                | Khamani Griffin      | Daniela Fava        |
| Hoho                 | Angie Wu             | Emanuela Damasio    |
| Lulu                 | Beverly Duan         | Loretta Di Pisa     |
| Stompy               | Hsiang Lo            | Anna Mazza          |
| Bubu                 | Luke Manriquez       | Giovanna Papandrea  |
| Fufu                 | Kyla Rae Kowaleski   | Stefania De Peppe   |
| mr. Fluffy           | Elan Garfias         | Serena Clerici      |

## Episodi
Prima stagione
| nº | Titolo italiano                                   | Titolo inglese                  | Prima TV USA     | Prima TV Italia |
| -- | ------------------------------------------------- | ------------------------------- | ---------------- | --------------- |
| 1  | Il festival delle drago-barche                    | Dragonboat Festival             | 7 febbraio 2008  | 31 luglio 2009  |
| 2  | La parata dei cappelli                            | Everybody's Hat Parade          | 24 marzo 2008    |                 |
| 3  | La grande lotta di Hoho                           | Hoho's Big Flight               | 9 ottobre 2008   |                 |
| 4  | Gli amici del safari                              | Safari Pals                     | 26 marzo 2008    |                 |
| 5  | I volantini di Twirly Whirly                      | Twirly Whirly Flyers            | 8 febbraio 2008  |                 |
| 6  | Il giro più nevoso                                | The Snowiest Ride               | 25 marzo 2008    |                 |
| 7  | Il tempo della rima di Tolee                      | Tolee's Rhyme Time              | 11 febbraio 2008 |                 |
| 8  | Il campeggio di Kai-Lan                           | Kai-Lan's Campout               | 14 febbraio 2008 |                 |
| 9  | Aspetta, Hoho! Aspetta!                           | Wait, Hoho, Wait!               | 13 febbraio 2008 |                 |
| 10 | Il terreno di gioco delle formiche                | The Ant Playground              | 12 febbraio 2008 |                 |
| 11 | Buon anno cinese, Kai-Lan!                        | Happy Chinese New Year!         | 15 febbraio 2008 |                 |
| 12 | Halloween con Kai-Lan                             | Ni Hao, Halloween               | 28 ottobre 2008  |                 |
| 13 | Un giorno sulla spiaggia                          | Beach Day                       | 11 luglio 2008   |                 |
| 14 | Rintoo sui pattini                                | Roller Rintoo                   | 7 ottobre 2008   |                 |
| 15 | C'è il sole oppure la pioggia?                    | Rain or Shine                   | 27 marzo 2008    |                 |
| 16 | Il carnevale di Kai-Lan                           | Kai-Lan's Carnival              | 6 ottobre 2008   |                 |
| 17 | Il giorno di Lulu                                 | Lulu Day                        | 8 ottobre 2008   |                 |
| 18 | Il giorno degli sport                             | Sports Day                      | 6 agosto 2008    |                 |
| 19 | Il viaggio per la Cina di Kai-Lan - Prima parte   | Kai-Lan's Trip to China, Part 1 | 14 agosto 2009   |                 |
| 20 | Il viaggio per la Cina di Kai-Lan - Seconda parte | Kai-Lan's Trip to China, Part 2 | 14 agosto 2009   |                 |

Seconda stagione
| nº | Titolo italiano                                    | Titolo inglese              | Prima TV USA     | Prima TV Italia |
| -- | -------------------------------------------------- | --------------------------- | ---------------- | --------------- |
| 21 | Il festival delle coccinelle                       | The Ladybug Festival        | 2 febbraio 2009  | febbraio 2011   |
| 22 | La mongolfiera del dinosauro                       | The Dinosaur Balloon        | 11 maggio 2009   |                 |
| 23 | Ricreazione da Tolee                               | Playtime at Tolee's         | 13 maggio 2009   |                 |
| 24 | Il festival della luna                             | The Moon Festival           | 14 maggio 2009   |                 |
| 25 | Il grande gioco di Kai-Lan                         | Kai-Lan's Big Play          | 12 maggio 2009   |                 |
| 26 | La grande sorpresa di Kai-Lan                      | Kai-Lan's Big Surprise      | 15 maggio 2009   |                 |
| 27 | La grande vibrazione di Rintoo                     | Rintoo's Big Flip           | 16 ottobre 2009  |                 |
| 28 | Stompy cavalca ancora                              | Stompy Rides Again          | 15 ottobre 2009  |                 |
| 29 | Rintoo fa un tuffo                                 | Rintoo Makes a Splash       | 13 ottobre 2009  |                 |
| 30 | Il ballo delle formiche                            | The Ants Dance              | 14 ottobre 2009  |                 |
| 31 | Il turno di Tolee                                  | Tolee's Turn                | 26 febbraio 2010 |                 |
| 32 | Le montagne russe nevose di Kai-Lan                | Kai-Lan's Snow Coaster      | 19 febbraio 2010 |                 |
| 33 | La nuvoletta di Lulu                               | Lulu's Cloud                | 22 marzo 2010    |                 |
| 34 | Il teatrino di Kai-Lan                             | Kai-Lan's Playhouse         | 23 marzo 2010    |                 |
| 35 | La pozzanghera di Paddy                            | Pandy's Puddle              | 24 marzo 2010    |                 |
| 36 | La promessa di Tolee                               | Tolee's Promise             | 25 marzo 2010    |                 |
| 37 | Il posto dove possiamo vivere tutti                | The Place Where We All Live | 22 aprile 2010   |                 |
| 38 | La festa sulla spiaggia delle anatre della hula    | The Hula Duck Dance Party   | 28 maggio 2010   |                 |
| 39 | Sua maestà, la principessa Kai-Lan - Prima parte   | Princess Kai-Lan, Part 1    | 8 ottobre 2010   |                 |
| 40 | Sua maestà, la principessa Kai-Lan - Seconda parte | Princess Kai-Lan, Part 2    | 8 ottobre 2010   | 4 agosto 2012   |

Terza stagione
| nº | Titolo italiano                            | Titolo inglese                        | Prima TV USA   | Prima TV Italia  |
| -- | ------------------------------------------ | ------------------------------------- | -------------- | ---------------- |
| 41 | L’avventura di Monkey King (prima parte)   | Journey to Monkey King Castle, Part 1 | 21 agosto 2011 | 27 novembre 2010 |
| 42 | L’avventura di Monkey King (seconda parte) | Journey to Monkey King Castle, Part 2 | 21 agosto 2011 | 27 novembre 2010 |